# إدي غواردادو
إدي غواردادو (بالإنجليزية: Eddie Guardado)‏ هو لاعب كرة قاعدة أمريكي، ولد في 2 أكتوبر 1970 في ستوكتون في الولايات المتحدة.

## وصلات خارجية
- إدي غواردادو على موقع دوري كرة القاعدة الرئيسي (الإنجليزية)
- إدي غواردادو على موقعبيزبول رفرنس.كوم (الدوري الرئيسي) (الإنجليزية)
- إدي غواردادو على موقعبيزبول رفرنس.كوم (الدوري الثانوي) (الإنجليزية)
- إدي غواردادو على موقع إي إس بي إن.كوم (أم.أل.بي) (الإنجليزية)
- إدي غواردادو على موقع مشجعي الرسوم البيانية (الإنجليزية)